# Szeszonk (książę)
Szeszonk (w języku akadyjskim Šusanqu, w transliteracji z pisma klinowego zapisywane mšu-sa-an-qu) – egipski książę, najprawdopodobniej zięć lub szwagier asyryjskiego króla Sennacheryba (704-681 p.n.e.). 
Wzmiankowany jest on w datowanym na 692 r. p.n.e. dokumencie prawnym pochodzącym z Niniwy, potwierdzającym zakup jednego z domów w tym mieście przez niejakiego Silli-Aszura, egipskiego skrybę. W dokumencie Szeszonk występuje jako pierwszy, najważniejszy świadek transakcji i określany jest jako ḫatan šarri, co tłumaczyć można jako „powinowaty króla”. Akadyjskie słowo ḫatānu oznacza ogólnie mężczyznę powiązanego małżeństwem z określoną rodziną i tłumaczone jest zazwyczaj – w zależności od kontekstu – jako „zięć” lub „szwagier”. Szeszonk był więc powinowatym asyryjskiego króla, choć nie wiadomo czy jego małżonką była siostra, córka czy też jedna z dalszych krewnych Sennacheryba. Z okresu o którym jest mowa znane nam są z imienia jedynie dwie asyryjskie księżniczki. Jedną z nich była Ahat-abisza, siostra Sennacheryba, którą jej ojciec Sargon II (721-705 p.n.e.) wydał za mąż za Ambarisa, króla Tabal w Anatolii. To czyni ją mało prawdopodobną kandydatką na żonę Szeszonka, chociaż istnieje możliwość, iż mogła powrócić do Asyrii po tym, jak w 713 r. p.n.e. jej mąż zbuntował się przeciw Sargonowi II. Lepszą kandydatką wydaje się być Szadditu, córka Sennacheryba, która wzmiankowana jest w dokumencie prawnym z Niniwy pochodzącym z czasów panowania jej brata Asarhaddona (681–669 p.n.e.). 
Szeszonk przebywał najprawdopodobniej na asyryjskim dworze królewskim w Niniwie w roli królewskiego zakładnika. Jego imię wskazuje, że pochodzić musiał z Egiptu, gdzie w pierwszych wiekach I tys. p.n.e. imię Szeszonk było dość rozpowszechnione nie tylko wśród egipskich książąt, ale i faraonów. Uczeni przypuszczają, iż trafił on do Niniwy jako jeniec po bitwie pod Elteke (południowa Palestyna), gdzie w 701 r. p.n.e. starły się ze sobą wojska asyryjskie i egipskie. W swych inskrypcjach Sennacheryb twierdzi, iż „w gorączce walki pochwycił żywcem woźniców rydwanów i synów egipskich królów, wraz z woźnicami rydwanów króla Meluhhy (tj. Nubii)”. Szeszonk z dokumentu z 692 r. p.n.e. był najprawdopodobniej jednym z egipskich książąt, którzy dostali się wówczas do asyryjskiej niewoli. Na dworze królewskim w Niniwie przebywać on mógł przez wiele lat. Można przypuszczać, iż w tym czasie traktowano go z szacunkiem i respektem przynależnym osobie o jego pozycji. Stała obecność Szeszonka w Niniwie gwarantowała proasyryjskie nastawienie jego rodziny, a on sam, poprzez małżeństwo z miejscową księżniczką, oficjalnie wiązał się z asyryjską rodziną królewską. 
Nie wiadomo czy jest jakikolwiek związek pomiędzy Szeszonkiem z Niniwy a Szeszonkiem, królem Busiris (miasto w centralnej delcie Nilu), który – po podboju Egiptu przez Asarhaddona w 671 r. p.n.e. – miał być jednym z egipskich królów wyznaczonych przez asyryjskiego króla do zarządzania różnymi miastami w regionie.